# Timasitheus của Lipara
Timasitheus (tiếng Hy Lạp cổ: Τιμασίθεος) của Lipara (Lipari ngày nay) là một archon của Magna Graecia sống vào khoảng năm 400 trước Công nguyên. Ông được các nhà sử học thời La Mã nhắc đến như một người khôn ngoan và có lễ độ. Ông là người đã từng giúp một sứ giả người La Mã đến Delphi an toàn.